# Polyrhachis parabiotica
Polyrhachis parabiotica är en myrart som beskrevs av Chapman 1963. Polyrhachis parabiotica ingår i släktet Polyrhachis och familjen myror. Inga underarter finns listade i Catalogue of Life.